# Mario Romani (accademico)
Mario Romani (Milano, 12 settembre 1917 – Milano, 26 marzo 1975) è stato un economista italiano.

## Biografia
Laureatosi in Economia e commercio nel 1941 presso l'Università Cattolica del Sacro Cuore di Milano avendo come professore Amintore Fanfani, assistente alla cattedra di storia economica dal 1946 (al rientro dagli Stati Uniti, dove era stato internato quale prigioniero di guerra in Africa settentrionale), incaricato dell'insegnamento della stessa disciplina dal 1948, libero docente dal 1951, straordinario dal 1959 e poi ordinario dal 1961. Alla vita e alle vicende dell'Ateneo cattolico Romani fu legato come docente, ma vi assunse anche impegni e responsabilità di governo: fu preside della facoltà di economia e commercio dal 1959 al 1967 e poi prorettore dal 1969. Ebbe impegni molto intensi anche in ambito civile: fu consigliere nazionale della Democrazia Cristiana, dal 1949 al 1959,in rappresentanza della corrente Forze sociali", consigliere del Consiglio Nazionale delle Ricerche e presidente di uno dei comitati, quello per le Scienze economiche e statistiche, membro infine del Consiglio nazionale dell'economia e del lavoro dalla fondazione. Nel 1950 divenne il più stretto collaboratore di Giulio Pastore nella costituzione della CISL di cui dirigerà l'Ufficio Studi e formazione fino al 1969 quando rassegnò le dimissioni non condividendo più la linea sindacale uscita dal Congresso Cisl. Nel 1971 fu fondatore e primo presidente della Fondazione Giulio Pastore di Roma, nata per conservare e diffondere il patrimonio di idee e di esperienze di Giulio Pastore.    

## Opere
- L'agricoltura in Lombardia dal periodo delle riforme al 1859. Struttura, organizzazione sociale e tecnica, Milano, Vita e Pensiero, 1957.
- Mario Romani, La situazione economica d'Italia prima dell'unità e le premesse dell'azione sociale dei cattolici, in L'unità d'Italia e i cattolici italiani, Milano, Vita e Pensiero, 1960.
- Per un programma d'azione in «Lettera dell'ISCLa», Atti dal primo convegno nazionale di studio sul tema «La diffusione della cultura economica: realtà, esigenze, prospettive» (Roma, 14 marzo 1968)
- Discorso conclusivo in «Lettera dell'ISCLa», Atti del terzo convegno nazionale di studio sul tema «L'educazione permanente e la programmazione regionale dello sviluppo» (Trieste, 15-16 maggio 1970)
- Un secolo di vita agricola in Lombardia (1861-1961), Milano, Giuffrè Editore, 1970.
- Mario Romani, Dall'Università la promozione culturale, in Prospettive di lavoro per l'Università di domani, Milano, Vita e Pensiero, 1973.
- Saggi sul movimento sindacale, Milano, Giuffrè Editore, 1976.
- Storia economica d'Italia nel secolo XIX (1815-1914). Con una scelta di testi e documenti, Milano, Giuffrè, 2 volumi, 1968-1976
- Storia economica d'Italia nel secolo XIX (1815-1882), a cura di Sergio Zaninelli, Bologna, Il mulino, 1982
- Mario Romani, Il risorgimento sindacale in Italia. Scritti e discorsi (1951-1975), a cura di Sergio Zaninelli, Milano, FrancoAngeli, 1988.
- Mario Romani. La cultura al servizio del "sindacato nuovo", Di Sergio Zaninelli e Vincenzo Saba, Milano, Rusconi, 1995.
- Mario Romani. Il sindacato che apprende, a cura di Giampiero Bianchi, Roma, Edizioni lavoro, 1995.
- Il disegno di Mario Romani. Economia impresa, sindacato, di Guido Baglioni, Roma, Edizioni Lavoro, 2005.